# Xã Troy, Quận Will, Illinois
Xã Troy (tiếng Anh: Troy Township) là một xã thuộc quận Will, tiểu bang Illinois, Hoa Kỳ. Năm 2010, dân số của xã này là 45.991 người.